# Residuos en el Reino Unido
Se estima que en 2008 se generaron 290 millones de toneladas de residuos en el Reino Unido, aunque estas cantidades han ido disminuyendo.En 2012, la producción de residuos sólidos urbanos alcanzó casi las 30 millones de toneladas, según la plataforma Waste Atlas.
La Estrategia Nacional de Residuos es una política gubernamental, liderada especialmente por el Departamento de Medio Ambiente, Alimentación y Asuntos Rurales, que busca promover una gestión sostenible de los residuos en el país.

## Desperdicio de alimentos

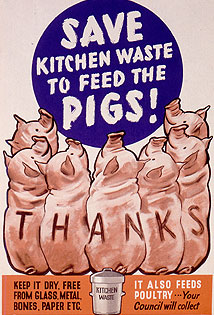
Durante la Segunda Guerra Mundial, los carteles ofrecían consejos sobre diversos temas, incluido el desperdicio de alimentos. En 1940, se aprobó una ley que convirtió el desperdicio de comida en un delito debido a la escasez alimentaria en tiempos de guerra.

Desde 1915, el desperdicio de alimentos ha sido reconocido como un problema significativo en el Reino Unido y ha recibido atención mediática constante. Esta preocupación se intensificó en 2007 con el lanzamiento de la campaña "Love Food, Hate Waste". El tema ha sido tratado en artículos periodísticos, informes de noticias y programas de televisión, lo que ha elevado la conciencia pública sobre este asunto. Para abordar los problemas de residuos, incluido el desperdicio de alimentos, el gobierno estableció en 2000 el "Waste & Resources Action Programme", financiado con fondos públicos.
El método de eliminación más común en el Reino Unido es el vertedero.También se utilizan otras técnicas como la incineración y la digestión anaerobia. Del total de residuos provenientes de hogares, comercios e industrias, aproximadamente el 57%se destinó a sitios de gestión de residuos. Además, algunos desechos de lodos de depuradora, residuos mineros y de canteras también se trasladan a vertederos. El vertedero ha sido el método más eficiente de eliminación en el Reino Unido; en 1994, existían alrededor de 4000 de ellos.

## Otros tipos de residuos

### Residuos domésticos
En todo el país, cada persona genera en promedio poco más de 450 kilogramos de residuos al año. Esta cifra varía según la ciudad, oscilando entre los 317 y 590 kilogramos por persona anuales.

### Residuos comerciales
En el Reino Unido, todas las empresas y organizaciones tienen la obligación legal de gestionar adecuadamente los residuos que producen. Esta responsabilidad se instauró con la primera Ley de Protección Ambiental de 1990y fue actualizada recientemente por la Ley de Medio Ambiente de 2021para clarificar definiciones y ampliar deberes. Esta obligación establece que los residuos de actividades no domésticas no deben mezclarse con los domésticos. Las empresas son responsables de sus residuos hasta que se recuperen o eliminen. La mayoría de las empresas en el Reino Unido demuestran cumplimiento mediante una Nota de Transferencia de Residuos obtenida de proveedores de recolección comercial.

### Vertido ilegal
El vertido ilegal, conocido como "fly tipping", consiste en arrojar residuos de forma ilícita, generalmente en carreteras o áreas abandonadas y se ha convertido en un problema creciente en algunas zonas del Reino Unido. Los artículos domésticos son los más frecuentes en estos incidentes. En 2016, se registraron cerca de un millón de casos, un aumento superior al 5% respecto al año anterior,la mayoría de los responsables son personas renuentes a pagar o dedicar tiempo a desechar sus residuos adecuadamente. El tamaño más común de los vertidos equivale al de una furgoneta pequeña. Estos incidentes afectan la salud humana al contaminar el aire y dañar gravemente el medio ambiente. Se estima que el costo de limpieza de estos desechos por parte de las autoridades superó los 60 millones de dólares. Las sanciones y regulaciones se han endurecido para combatir este problema.

### Residuos peligrosos
Estos residuos provienen principalmente de la minería, los minerales y otros materiales como petróleo o agua aceitosa no relacionados. Incluyen sustancias como asbesto, disolventes, pesticidas y aceites. Aunque constituyen el menor porcentaje de los residuos acumulados en el Reino Unido, pueden ser los más nocivos si no se manejan y tratan correctamente.

## Vertederos
Los vertederos han sido históricamente un recurso clave para la eliminación de residuos en el Reino Unido. Su uso intensivo ha llevado a que algunos estén al límite de su capacidad. Esto se debe a que, antes de la década de 1980, el gobierno británico empleaba el método de "diluir y dispersar" para los residuos. Actualmente, el Reino Unido busca alternativas para reducir los niveles de sus vertederos mediante legislación. Esta estrategia nacional implica que los estados miembros implementen métodos dirigidos a los materiales biodegradables en vertederos, como el reciclaje, el compostaje y la producción de biogás.

## Exportación de residuos
Un informe de la organización ambientalista CleanHub de 2024 ubica al Reino Unido en tercer lugar en el mundo entre los países que exportan sus residuos, con 600.000 toneladas de residuos plásticos exportados.
En el mismo año, una investigación conjunta de Unearthed y Greenpeace África ha revelado una crisis ambiental creciente: ropa desechada de marcas británicas como Marks & Spencer, George at Asda y Next está siendo arrojada en el humedal protegido del Delta del Densu, en las afueras de Acra, Ghana. El Reino Unido exportó más de 57.000 toneladas de residuos textiles a Ghana en 2024. Aproximadamente el 40% de esta ropa no se puede reutilizar y termina en vertederos ilegales.

## Residuos convertidos en energía
Existen varias plantas de residuos convertidos en energía en el Reino Unido, especialmente en Inglaterra. Entre las más destacadas se encuentran:

### Inglaterra
- Instalación de Gestión de Residuos de Allington Quarry.
- Incineradora de Belvedere.
- Fábrica de Coque de Derwenthaugh.
- Central Eléctrica de Glanford.
- Incineradora de Kirklees.
- Acerías de Newburn.
- Incineradora de Newhaven.
- Fábrica de Coque de Ottovale.
- Incineradora de Stoke.
- Planta EfW de Teesside.
- Planta de Energía a partir de Residuos de Tyseley.
- Central Eléctrica de Whinfield.

### Isla de Man
- Incineradora de la Isla de Man.

### Isla de Wight
- Instalación de Gasificación de la Isla de Wight.

### Escocia
- Central eléctrica de Longannet, Escocia.

## Residuos por país

### Escocia
En Escocia, en 1993, se produjeron 14 millones de toneladas de residuos. De estos, 100 000 toneladas fueron residuos tóxicos y 260 000 toneladas fueron residuos controlados provenientes de otras partes de Gran Bretaña y del extranjero. El 45% de los residuos especiales estaban en forma líquida y el 18% era asbesto; los residuos radiactivos no se incluyeron. Del total de residuos controlados, el 48% procedía de la demolición de edificios, el 22% de la industria, el 17% de los hogares y el 13% de comercios; solo el 3% se recicló. El 90% de los residuos controlados se enterró en vertederos, generando 2 millones de toneladas de gas metano. El 1,5% se incineró y otro 1,5% se exportó para su eliminación o reciclaje. En Escocia hay 900 sitios de disposición.
En el noreste de Escocia hay pocos terrenos baldíos o abandonados, debido a la escasez de industrias pesadas tradicionales y sitios de extracción de carbón o minerales. Sin embargo, algunas áreas están contaminadas por hidrocarburos aromáticos (500 25 m3).

## Problemas destacados
- La contaminación de las obras de gas de Bawtry involucró la contaminación de terrenos en Bawtry, South Yorkshire (Inglaterra) con subproductos peligrosos de la fabricación de gas de carbón.
- La controversia del asbesto en el valle de Spodden surgió en mayo de 2004 cuando aproximadamente 29 hectáreas de terreno en el valle de Spodden, Rochdale (Inglaterra) anteriormente utilizadas por la Turner Brothers Asbestos Company (posteriormente conocida como Turner & Newall) y sede de la mayor fábrica textil de asbesto del mundo, fueron vendidas a MMC Estates, una empresa inmobiliaria.